# Le Lecteur de Jules Verne
El lector de Julio Verne, en français Le Lecteur de Jules Verne, est un roman d'Almudena Grandes publié en 2012. C'est le deuxième roman de la série Épisodes d'une guerre interminable. Le premier roman de cette série, publié en 2010, est Inés et la joie (Inés y la alegría).
Comme les autres romans de la série, Le lecteur de Jules Verne est ancré dans une réalité historique, ici le maquis, actif pendant les premières décennies du franquisme. L'auteure y rend hommage à l'un des héros de la guérilla de cette zone, Cencerro, relatant des faits réels.
Le lecteur de Jules Verne a été élu meilleur livre de l'année 2012 en Espagne.

## Synopsis
Nino ne pourra jamais oublier cet été 1947. Le héros du roman a neuf ans; il est fils d'un garde civil et habite la caserne d'un village appelé Fuensanta de Martos, dans les sierras du sud de la province de Jaén. Un mystérieux étranger qu'on appelle Pepe le Portugais s'est installé dans un moulin à l'écart du village. Les deux deviennent amis et Nino voit en lui le modèle d'homme qu'il voudrait être. Pendant l'été ils passent ensemble des après-midi dans la rivière.
Nino se jure de ne jamais devenir garde civil comme son père. Il commence à prendre des cours de mécanographie dans un cortijo (une ferme) appelé "les Blondes", où une famille de femmes résiste, à la frontière entre plaine et montagne. En lisant des romans d'aventures, surtout ceux de Jules Verne, Nino découvre un nouveau monde et comprend une vérité que personne ne lui avait révélée. Dans la zone de la Sierra Sud, une guerre qui n'a jamais fini est toujours en cours. A partir de cet été, Nino commencera à voir les guérilleros menés par Cencerro autrement. Les ennemis de son père ne sont pas les siens.
Nino est le narrateur, et son point de vue évolue au cours du roman, alors qu'il sort de l'enfance.